# Grand Theft Auto: London 1969
Grand Theft Auto Mission Pack #1: London, 1969 (обычно упоминается как Grand Theft Auto: London 1969, сокращённо — GTA: London '69) — компьютерная игра в жанре приключенческого боевика с открытым миром, разработанная Rockstar Canada и выпущена на ПК (под операционные системы Windows и MS-DOS) и консоли PlayStation, весной 1999 года. Портированием на консоль занималась студия Runecraft.

## Описание
GTA: London 1969 является второй игрой в серии Grand Theft Auto и первым дополнением для игры Grand Theft Auto, 1997 года. Она предлагает 32 совершенно новые миссии, а также в общей сложности 30 новых автомобилей соответствующего временного периода. Игра очень похожа на оригинальную Grand Theft Auto, потому что использует тот же игровой движок, а миссии, заставки и игровые сессии представлены в том же виде, что и в первоначальной игре. Для игры в GTA: London 1969 на PlayStation требуется наличие диска с оригинальной GTA, на ПК также требуется установленная оригинальная игра.
Действие игры происходит в Лондоне 1969 года. Игроку снова предстоит выполнять различные миссии в роли преступника, поднимаясь по карьерной лестнице организованной преступности. Временной сеттинг позволил разработчикам добавить в игру множество отсылок к культуре 60-х годов, включая внешность персонажа, напоминающего Джеймса Бонда, и использование характерного жаргона. В диалогах GTA: London 1969 можно встретить такие запомнившиеся фразы, как «Oi, stop right there!», «You’re nicked!» и «You’re brown bread!». И разумеется, в игре соблюдается левостороннее движение, принятое в Великобритании.

Также для GTA было выпущено второе дополнение: GTA: London 1961, в которое вошли набор новых миссий, нового транспорта, диалогов, а также карта, которую можно бесплатно скачать на веб-сайте GTA: London 1969 Архивная копия от 12 ноября 2020 на Wayback Machine. Для работы этого дополнения требуется GTA: London 1969, для работы которого, в свою очередь, требуется оригинальная Grand Theft Auto.

## Музыка
Компакт-диск с игрой Grand Theft Auto: London 1969 также выступает в качестве Audio-CD с саундтреком. Под звуковой дорожкой № 1 выступают данные игры, что бы воспроизвести музыку, пользователю нужно переключить на дорожку № 2.

### Радиостанции
| Bush Sounds На радиостанции играют две регги-композиции группы The Upsetters, выпущенные синглом на стороне «А» и «Б». Список композиций: - The Upsetters — «Return of Django» (1969) - The Upsetters — «Dollar in the Teeth» (1969) Groovy Baby Список композиций: - Пьеро Умилиани и Джанфранко Ревербери — «Le Malizie Di Venere — Seq. 3» (1969) Heavy Heavy Monster Sounds Регги-ориентированная радиостанция, где звучат композиции двух разных групп. Список композиций: - Harry J. All Stars — «The Liquidator» (1969) - Symarip — «Skinhead Moonstomp» (1970) Blow Up Radio Список композиций: - Риц Ортолани — «Beat Fuga Shake» (1967) Kaleidoscope Список композиций: - Франческо Де Мази и Алессандро Алессандрони — «Hot Camera Shake» (1967) - Франческо Де Мази и Алессандро Алессандрони — «L’Uomo Che Saprà» (1967) Out On Beat Список композиций: - Франческо Де Мази и Алессандро Алессандрони — «Tema di Londra M. 1» (1967) - Риц Ортолани — «Latin Quarter» (1969) Primary Performance Трек № 1 взят из саундтрека итальянского джалло-фильма «Одна на другой»; № 2 из «Тереза – воровка». Список композиций: - Риц Ортолани — «The Roaring Twenties» (1969) - Риц Ортолани — «Teresa L’Illusa» (1973) | Radio Endora Все композиции взяты из саундтрека к итальяно-французскому фильму «Записная книжка Тиффани». Список композиций: - Риц Ортолани — «Tiffany Sequence M. 8» (1967) - Риц Ортолани — «Tiffany Sequence M. 22» (1967) Westminster Wireless Список композиций: Все композиции взяты из саундтрека к итальяно-немецкому фильму «Венера в мехах». - Пьеро Умилиани и Джанфранко Ревербери — «Le Malizie Di Venere — Seq. 3» (1969) - Пьеро Умилиани и Джанфранко Ревербери — «Le Malizie Di Venere — Seq. 4» (1969) - Пьеро Умилиани и Джанфранко Ревербери — «Le Malizie Di Venere — Seq. 6» (1969) Day of Hell Список композиций: - Rockstar Games — «Saturday Nite at Dirty McNasty’s» (1999) - Rockstar Games — «Book 'Em (Murder One)» (1999) Classical FM Список композиций: - Rockstar Games — «GTA Pomp» (1999) Groovy Beats Список композиций: - Rockstar Games — «Spy Theme» (1999) Funktastic Список композиций: - Rockstar Games — «Austin Allegro Drag Race» (1999) |

## Восприятие
| Сводный рейтинг       | Сводный рейтинг | Сводный рейтинг |
| Издание               | Оценка          | Оценка          |
| Издание               | PC              | PS              |
| --------------------- | --------------- | --------------- |
| GameRankings          | 75,44 %         | 69,00 %         |
| MobyRank              | 71/100          | 68/100          |
| Иноязычные издания    |                 |                 |
| Издание               | Оценка          | Оценка          |
| Издание               | PC              | PS              |
| AllGame               | [ 8 ]           |                 |
| EGM                   | 65 %            |                 |
| Eurogamer             | 9/10            |                 |
| GameSpot              | 5,9/10          | 5,9/10          |
| IGN                   | 7,8/10          | 7,5/10          |
| OPM                   |                 | [ 15 ]          |
| The Adrenaline Vault  | [ 16 ]          | [ 17 ]          |
| Electric Games        | [ 18 ]          |                 |
| Absolute PlayStation  |                 | 63 %            |
| Game Over Online      | 65 %            |                 |
| MeriStation           |                 | 7/10            |
| Power Play            | 76 %            |                 |
| Русскоязычные издания |                 |                 |
| Издание               | Оценка          | Оценка          |
| Издание               | PC              | PS              |
| Game.EXE              | 4/5             |                 |
| «НИМ»                 | 6,9/10          |                 |

### Критика и отзывы
После выхода Grand Theft Auto: London 1969 получила смешанные отзывы критиков. На сайте GameRankings, который показывает средний рейтинг игры в виде процентного отношения к 100, рассчитал оценку версии для Microsoft Windows в районе 75 %, основываясь на девяти обзорах, в то время как портированная версия дополнения для PlayStation набрала 69 % на основе одиннадцати обзоров.
В основном дополнение рассматривали как нечто, вносящее незначительные улучшения к оригинальной игре Grand Theft Auto. Джефф Герстманн из GameSpot отметил, что игре «всё ещё удаётся быть достаточно весёлой», но пришёл к выводу, что «на самом деле ей не под силу тягаться с тремя оригинальными городами GTA». Рон Дулин, также из GameSpot, выявил, что «GTA: London 1969 имеет не так уж и много нового», кроме чисто косметических изменений, однако «все игровые проблемы [из основной игры] остались». Он подверг критике отсутствие развития игры, ссылаясь на «плохое управление, разочарование в дизайне миссий и посредственную графику». Рецензент из Eurogamer подтвердил, сказав, что «как и оригинальная игра, она выглядит не очень хорошо. Графика имеет высокую степень пикселизации, а скроллинг изображения не плавный и не самый приятный для глаз». В более позитивном обзоре Джея Бэр из IGN подчеркнул, что «GTA: London 1969 имеет 36 новых миссий, 30 новых автомобилей и самое главное, неограниченные возможности для совершения криминальных действий», хотя и признал, что «игровой процесс с открытым миром на самом деле не заставляет вас делать что-то иное [по сравнению с оригинальной GTA]».
В отличие от аспектов управления и визуально составляющей, звук в игре получил всеобщие положительные отзывы. Дуг Перри из IGN, признал «самым привлекательным в GTA: London, это её точно переданную ретро музыку 60-х годов». Джея Бэр согласился, заявив, что «саундтрек создает потрясающую лондонскую атмосферу», а в обзоре Eurogamer было сказано, что «превосходная музыка» — это то, что «добавляет игре плюсов».

### Продажи
Версия Grand Theft Auto: London 1969 для PlayStation стала бестселлером в Великобритании. По данным сайта VG Chartz, на 1 апреля 2017 года, было продано 110 тыс. копий игры для PlayStation.

### Награды
| 1999 | 2nd BAFTA Interactive Entertainment Awards | Лучший звук | GTA: London 1969 | Победа | [ 27 ] |